# Pectinia plicata
Espèce
Statut CITES
Pectinia plicata est une espèce de coraux appartenant à la famille des Merulinidae.